# Larive
Jean Mauduit, művésznevén Larive [ejtsd: lariv] (La Rochelle, 1747. augusztus 6. – Montlignon, 1827. április 30.) francia színész.

## Pályafutása
Szülei házából megszökött és amikor visszakerült, elküldték Saint-Domingue francia gyarmatra. Hazatérése után egyszer fellépett a Comédie-Française-ben. Különböző társulatokkal járta az országot, de 1775-ben állandó tagja lett a Comédie-Française-nek és Lekain halála után annak legtöbb szerepét átvette. A rémuralom alatt Larive is börtönbe került, később pedig visszavonult a színháztól és Montmorencyben telepedett meg. Legjobb szerepei Warwick, Orosman, Philoctète és Spartacus voltak. A Cours de déclamation (Párizs, 1804-10) műve a művészi szavalással foglalkozik.